# Zespół Szkół nr 1 w Karsinie
Zespół Szkół nr 1 w Karsinie składa się ze Szkoły Podstawowej im Wincentego Rogali i Gimnazjum im. Rozalii Narloch. Szkoła w Karsinie powstała w pod koniec XIX wieku. Obecny budynek został wybudowany w 1910 (stara część) i 1999 (nowa część) roku. Obecnie w szkole mieści się 20 klas lekcyjnych.
W sali nr 16 znajduje się Regionalna Izba Pamięci, w której zostały zgromadzone różne przedmioty związane z historią Karsina i okolic.
We wrześniu 2010 r. do użytku zostało oddane nowe skrzydło, w którym znajduje się 6 sal lekcyjnych, przeznaczonych dla klas 1-3 szkoły podstawowej. W budynku została zainstalowana winda dla osób niepełnosprawnych. 
Znani absolwenci:
- Józef Borzyszkowski
- Rozalia Narloch